# Fawzi Hassan
Fawzi Hassan (ur. 23 stycznia 1939 w Kairze) – egipski bokser.
Reprezentował Egipt na Letnich Igrzyskach Olimpijskich w 1964 roku, zajmując 17. miejsce.